# 1899
1899 (MDCCCXCIX) fue un año común comenzado en domingo según el calendario gregoriano.

## Acontecimientos

### Enero
- 1 de enero: 
  - Cuba se independiza definitivamente de España.
  - En Cataluña sale a la calle el primer número del diario La Veu de Catalunya.[1]
  - En el estado de Nueva York, los distritos de Queens y Staten Island se unen a la ciudad de Nueva York.
- 3 de enero: en un editorial del New York Times se usa por primera vez la palabra «automóvil».
- 6 de enero: en la India, Lord Curzon se convierte en el gobernador general de la India.
- 7 de enero: en Madrid aparece el primer número de la revista Vida literaria, dirigida por Jacinto Benavente, y entre cuyos colaboradores figuraban Rubén Darío, Miguel de Unamuno y Antonio Machado.
- 17 de enero: Estados Unidos toma posesión de la isla Wake
- 21 de enero: en Alemania se inaugura la empresa automovilística Opel.
- 29 de enero: Ocurre un terremoto magnitud 8,4 en la zona limítrofe entre Oaxaca y Guerrero.
- 30 de enero: en Bogotá (Colombia) se funda el diario El Tiempo

### Febrero
- 2 de febrero: en Australia, la conferencia de Melbourne decide la creación de la capital del país en Canberra, entre Sídney y Melbourne.
- 4 de febrero: en Manila ―en el marco de la Guerra filipino-estadounidense― se libran combates.
- 15 de febrero: «Abrazo del Estrecho» entre los presidentes de Argentina, Julio Argentino Roca, y de Chile, Federico Errázuriz Echaurren, en relación con la firma del Tratado de Límites relacionado con la Puna de Atacama.

### Marzo
- 3 de marzo: en España, Francisco Silvela es encargado por primera vez de formar gobierno.
- 4 de marzo: en el estrecho de Torres (Australia) una marejada ciclónica (con vientos sostenidos de 205 km/h) inunda las costas y mata a más de 400 personas.
- 6 de marzo: en Alemania, la empresa farmacéutica Bayer patenta la aspirina.
- 20 de marzo: Martha M. Place se convierte en la primera mujer en ser ejecutada en la silla eléctrica

### Abril
- 10 de abril: como parte de la Guerra Federal en Bolivia, en el Segundo Crucero de Copacabana, el ejército paceño dirigido por el coronel José Manuel Pando derrota a las fuerzas del presidente Severo Fernández Alonso. Posteriormente la sede de la presidencia de la República de Bolivia se trasladará de Sucre a La Paz.

### Mayo
- 14 de mayo: en Montevideo (Uruguay) se funda el Club Nacional de Football.
- 23 de mayo: inicia la Revolución Liberal Restauradora o "Invasión de los 60" en Venezuela.

### Junio
- 2 de junio: en Filipinas finaliza el Sitio de Baler en el que un destacamento de soldados españoles, al mando de Saturnino Martín Cerezo, permanecieron combatiendo contra revolucionarios filipinos durante 337 días, más allá del final de la contienda.

### Julio
- 17 de julio: llega a Argentina (desde Alemania) Christofredo Jakob, quien transformaría la tradición neurobiológica del país en la Escuela Neurobiológica Argentino-Germana, donde brindaría formación a más de cuatro mil investigadores.

### Agosto
- 27 de agosto: en Roma, el papa León XIII erige la diócesis de Aguascalientes mediante una bula.

### Septiembre
- 3 y 10 de septiembre: dos terremotos de 8,5 y 8,6, respectivamente, sacuden la bahía de Yakutat en Alaska.
- 20 de septiembre: en las ciudades turcas de Aydin y Denizli se registra un terremoto de 7,1 que deja más de 1.400 muertos.
- 30 de septiembre: en la isla indonesia de Ceram se registra un fuerte terremoto de 7,8 que provoca un tsunami de 10 metros, dejando un saldo de 3.864 muertos.

### Octubre
- 3 de octubre: un arbitraje internacional decide sobre la Guayana Esequiba, favoreciendo a la Guayana Británica sobre Venezuela.
- 11 de octubre: en Sudáfrica comienza la guerra Bóer.
- 17 de octubre: en Colombia estalla la Guerra de los Mil Días, con el alzamiento en El Socorro.
- 19 de octubre: en Medellín (Colombia) se importa el primer automóvil, de fabricación francesa.
- 22 de octubre: en Venezuela, Cipriano Castro asume a la presidencia tras derrocar a Ignacio Andrade.

### Noviembre
- 29 de noviembre: en España el club FC Barcelona es fundado por el suizo Hans Gamper.

### Diciembre
- 24 de diciembre: el papa León XIII abre la «Puerta santa» con motivo del jubileo de 1899-1900.
- 25 de diciembre: en San Jacinto (California) se registra un terremoto de 6,7 que deja 6 fallecidos.
- David Hilbert crea el moderno concepto de geometría con la publicación de su libro Grundlagen der geometrie.
- Alemania adquiere las islas Carolinas, Marianas y Palaos tras comprarlas a España.
- En Sonora, México, se funda la ciudad de Agua Prieta.

## Arte y literatura
- Piotr Kropotkin publica Las prisiones (ver el libro en línea).
- Rudyard Kipling publica La carga del hombre blanco.
- Sorolla: publica Playas de Valencia.
- Louis Sullivan: Almacenes Carson, Pirie y Scott.

## Ciencia y tecnología
- Sigmund Freud publica el libro La interpretación de los sueños (con fecha adelantada de 1900 en la portada), tratando de exponer la importancia de su descubrimiento sobre el inconsciente.

## Deportes

### Fútbol
- 8 de enero: en Austria fue fundado el club de fútbol SK Rapid Viena.
- 4 de febrero: en Alemania fue fundado el club de fútbol Werder Bremen.
- 16 de febrero: en Islandia fue fundado el club de fútbol KR Reykjavík.
- 14 de mayo: en Uruguay se funda el equipo de fútbol Club Nacional de Football.
- 31 de mayo: en Hungría fue fundado el club de fútbol Ferencvárosi Torna Club.
- 31 de agosto: en Francia fue fundado el club de fútbol Olympique de Marsella.
- 29 de noviembre: en España fue fundado el equipo de fútbol Fútbol Club Barcelona.
- 16 de diciembre: se fundó, en Italia, el club de fútbol AC Milan.

### Golf
- Abierto de Estados Unidos:  Willie Smith.
- Abierto Británico de Golf:  Harry Vardon.

### Tenis
- Abierto de Estados Unidos:
  - Ganadora individual: Marion Jones .
  - Ganador individual: Malcolm Whitman .

- Campeonato de Wimbledon:
  - Ganadora individual: Blanche Bingley .
  - Ganador individual: Reginald Doherty .

- Campeonato de Francia:
  - Ganadora individual: Adine Masson .
  - Ganador individual: Paul Aymé .

## Nacimientos

### Enero
- 4 de enero: Maria Archer, escritora portuguesa (f. 1982)
- 7 de enero:
  - Franciska Clausen, pintora danesa (f. 1986)
  - Francis Poulenc, compositor francés (f. 1963).
- 11 de enero: Grete L. Bibring, psicoanalista austriacaestadounidense (f. 1977)
- 13 de enero: Rómulo Rozo, un escultor y pintor mexicano, de origen colombiano (f. 1964)
- 14 de enero: Carlos P. Rómulo, político y autoridad filipino (f. 1985)
- 17 de enero: Al Capone, capo de la mafia estadounidense (f. 1947).
- 19 de enero: 
  - Juan José Morosoli, escritor uruguayo (f. 1957).
  - Josep Tarradellas, político español, presidente de la Generalidad de Cataluña en el exilio (f. 1988).
- 25 de enero: Paul-Henri Spaak, político belga (f. 1972).
- 30 de enero: 
  - Manuel López Quiroga, pianista y compositor español (f. 1988).
  - Max Theiler, virólogo sudafricano, premio nobel de medicina en 1951 (f. 1972).

### Febrero
- 4 de febrero: Virginia M. Alexander, médica estadounidense (f. 1949).

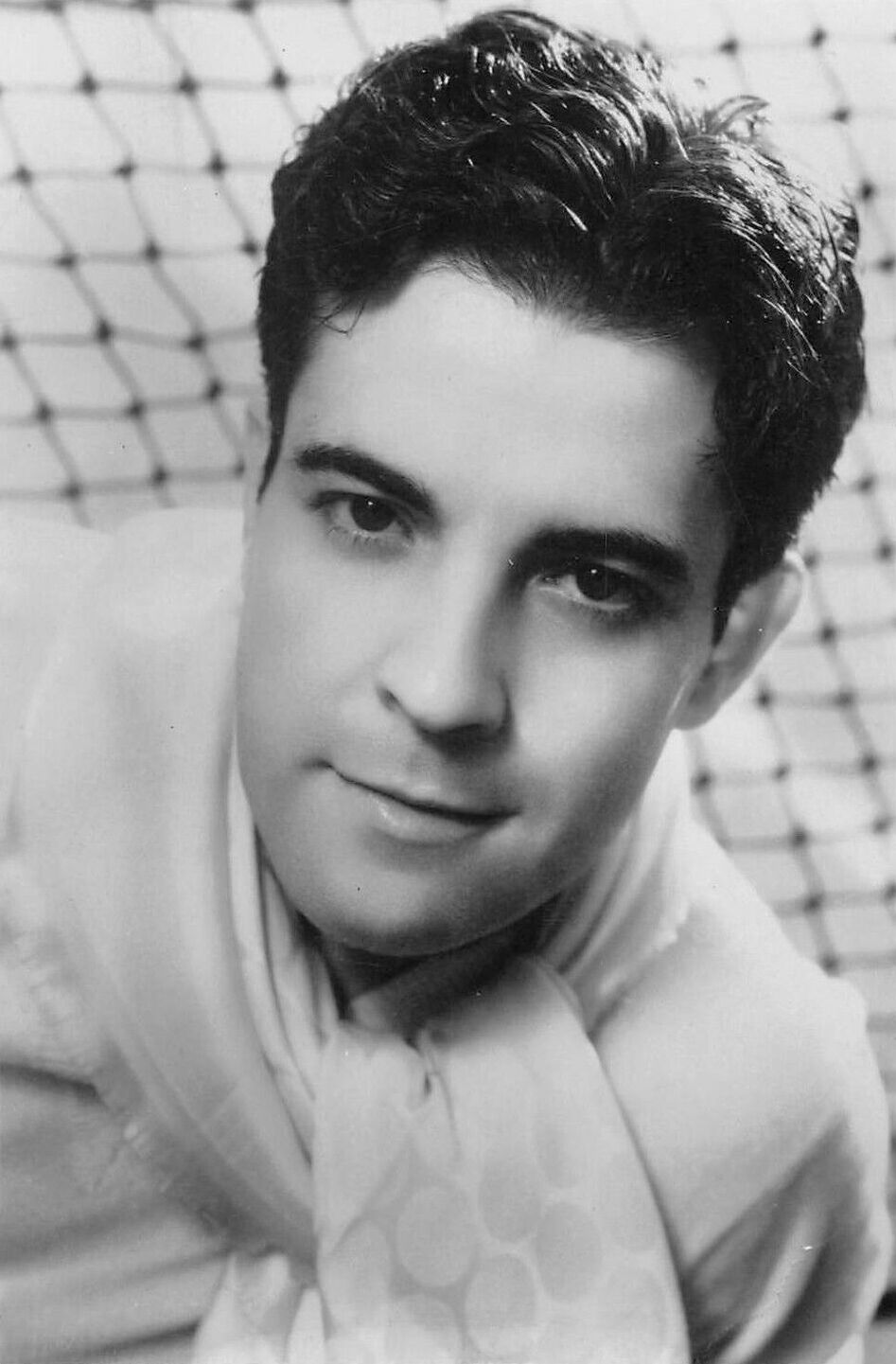
Ramón Novarro

- 6 de febrero: Ramón Novarro, actor y latinlover mexicano (f. 1968)
- 15 de febrero: Gale Sondergaard, actriz estadounidense (f. 1985).
- 17 de febrero: Sybil Brand, filántropa y activista estadounidense (f. 2004)
- 27 de febrero: Salvador Reyes Figueroa, escritor chileno (f. 1970)

### Marzo
- 1 de marzo: Alfredo Mario Ferreiro, escritor uruguayo (f. 1959).
- 2 de marzo: Adolfo Bellocq, pintor de caballete, grabador, docente y xilógrafo argentino (f. 1972).
- 4 de marzo: Emilio Prados, poeta español, perteneciente a la Generación del 27 (f. 1962).
- 10 de marzo: Maxwell Maltz, cirujano estético, autor de Psico-Cibernética (f. 1975).
- 11 de marzo: Federico IX de Dinamarca, monarca danés(f. 1972).
- 12 de marzo: 
  - Juana Manrique de Lara bibliotecaria mexicana (f. 1983).
  - Ramón Mutis futbolista argentino (f. 1992).
- 20 de marzo: Evelyn M. Anderson, fisiológa y bioquímica estadounidense (f. 1985).
- 29 de marzo: Lavrenti Beria, mariscal soviético (f. 1953).
- 31 de marzo: Franz Völker, tenor alemán (f. 1965).

### Abril
- 9 de abril: Rafael Porlán, poeta español de la Generación del 27 (f. 1945).
- 13 de abril: Alfred Schütz, sociólogo y filósofo austriaco. (f. 1959).
- 19 de abril : 
  - Virginia Fox, prolífica actriz estadounidense. (f. 1982)
  - Arturo Iglesias Paiz, militar argentino, gobernador de Formosa (f. 1966).
- 21 de abril: Randall Thompson, compositor estadounidense (f. 1984).
- 22 de abril :Kate Isabel Campbell, médica y pediatra australiana (f. 1986)
- 23 de abril: Vladimir Nabokov, escritor ruso (f. 1977).
- 25 de abril: María Villar Buceta, poetisa, periodista y activista cubana (f. 1977).
- 26 de abril: Juana Mordó, marchante de arte de nacionalidad española (f. 1984).
- 29 de abril: Duke Ellington, compositor, director y pianista estadounidense de jazz (f. 1974).

### Mayo
- 6 de mayo: Billy Cotton, piloto británico de automovilismo (f. 1969).
- 8 de mayo: 
  - Arthur Q. Bryan, actor de voz y cantante estadounidense (f. 1959).
  - Friedrich Hayek, economista y filósofo austriaco, Premio en Ciencias Económicas en memoria de Alfred Nobel en 1974 (f. 1992).
  - Jacques Heim, diseñador francés de modas (f. 1967).
- 10 de mayo: Fred Astaire, actor y bailarín estadounidense (f. 1987).
- 11 de mayo: Paulino Masip, escritor y guionista cinematográfico español (f. 1963).
- 17 de mayo: Anita Conti, la primera oceanógrafa francesa, exploradora y fotógrafa (f. 1997).

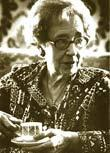
Lydia Cabrera

- 20 de mayo: Lydia Cabrera, etnóloga, investigadora y narradora cubana (f. 1991)
- 24 de mayo:
  - Concha Michel, tuna cantante, compositora, activista política comunista, dramaturga e investigadora mexicana (f. 1990).
  - Suzanne Lenglen, tenista francesa, medallista olímpica (f. 1938).
- 26 de mayo: Juan Max Boettner, médico y compositor musical paraguayo (f. 1958).
- 30 de mayo: Irving Thalberg, productor estadounidense de cine (f. 1936).

### Junio
- 6 de junio: Filomeno Ormeño Belmonte, compositor, orquestador y pianista peruano (f. 1975).
- 7 de junio: Alan Hillgarth, miembro de la Marina Real británica y cónsul del Reino Unido en las Baleares durante la guerra civil española (n. 1978).
- 9 de junio: 
  - José Miguel Alvarado Cruz, educador, docente, contador y empresario ecuatoriano (f. 1974).
  - Carlos Luis Sáenz, escritor, poeta, político y educador costarricense (f. 1983).
- 11 de junio: Yasunari Kawabata, escritor japonés, premio nobel de literatura en 1968 (f. 1972).
- 13 de junio: Carlos Chávez, compositor mexicano (f. 1978).
- 20 de junio: 
  - Jean Moulin, político y militar francés (f. 1943).
  - Adolfo S. Scilingo, diplomático argentino (f. 1973).
- 22 de junio: Manuel Zárate, profesor y folclorista panameño (f. 1968).
- 26 de junio: María Nikoláievna Romanova, aristócrata rusa (f. 1918).
- 27 de junio: Viktoria Savs, soldado y enfermera austríaca (f. 1979)

### Julio

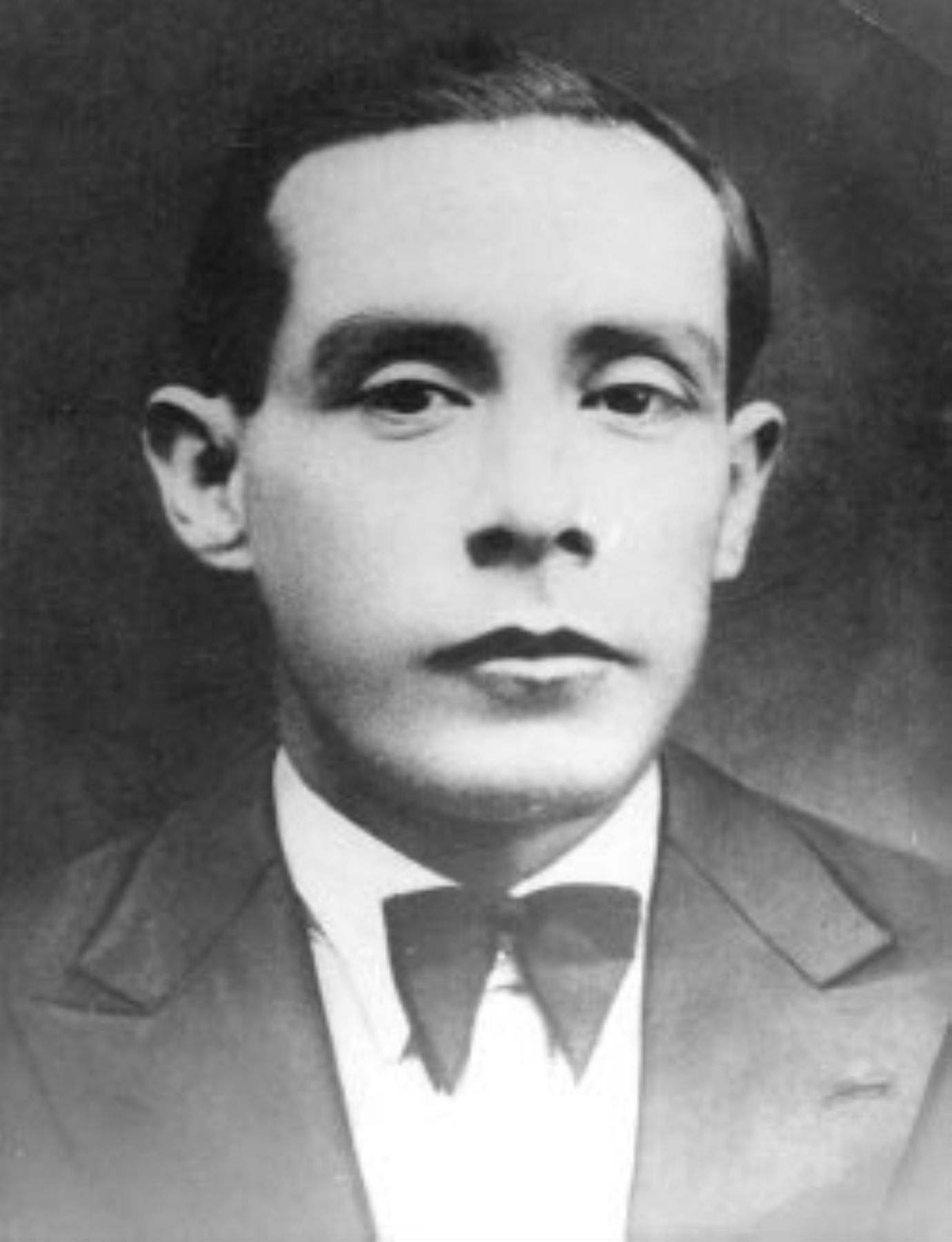
Felipe Pinglo Alva

- 1 de julio: Indiana Jones, famoso aventurero y arqueólogo
- 10 de julio: Alfredo Alegría Rosales, poeta nicaragüense (f. 1974).
- 11 de julio: E. B. White, escritor estadounidense (f. 1985).
- 16 de julio :Eunice Carter, fue una de las primeras abogadas afroestadounidenses del estado de New York (f. 1970)
- 18 de julio: 
  - Felipe Pinglo Alva, compositor peruano (f. 1936).
  - Juan Julio Arrascaeta, poeta afrouruguayo (f. 1988).
- 21 de julio: Esther Brann, pintora e ilustradora estadounidense (f. 1998).
  - Ernest Hemingway, escritor estadounidense (f. 1961).
- 23 de julio: Ruth Ellis, activista LGBT afrodescendiente estadounidense (f. 2000).
- 27 de julio :Nelly van Doesburg, bailarina y artista vanguardista de Países Bajos (f.1975)

### Agosto
- 1 de agosto: 

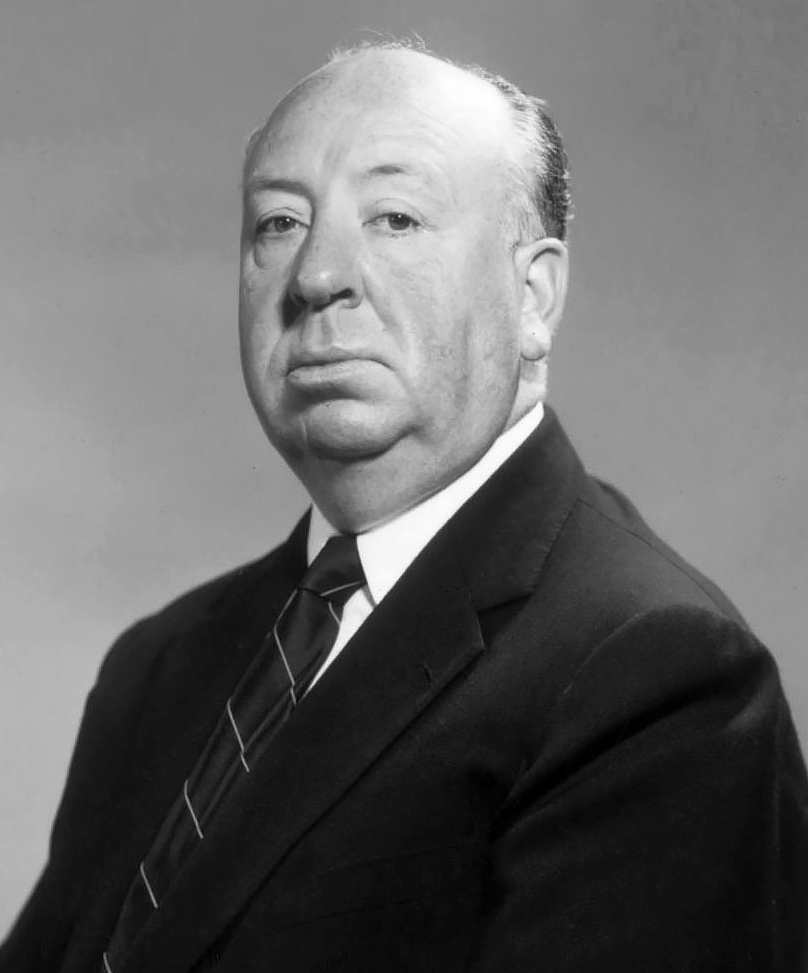
Alfred Hitchcock

  - William Steinberg, director de orquesta y músico alemán (f. 1978).
  - Raymond Mays, piloto de automovilismo británico (f. 1980).
- 2 de agosto: Mario Untersteiner, filólogo clásico e historiador de la filosofía italiano (f. 1981).
- 3 de agosto: Louis Chiron, piloto de automovilismo monegasco (f. 1979).
- 9 de agosto: Armand Salacrou, dramaturgo francés (f. 1989).
- 10 de agosto: Sofía Álvarez Vignoli, abogada y política uruguaya (f. 1986).
- 13 de agosto: Alfred Hitchcock, cineasta británico (f. 1980).
- 15 de agosto : Carola Elena Lorenzini, aviadora y deportista argentina (f. 1941)

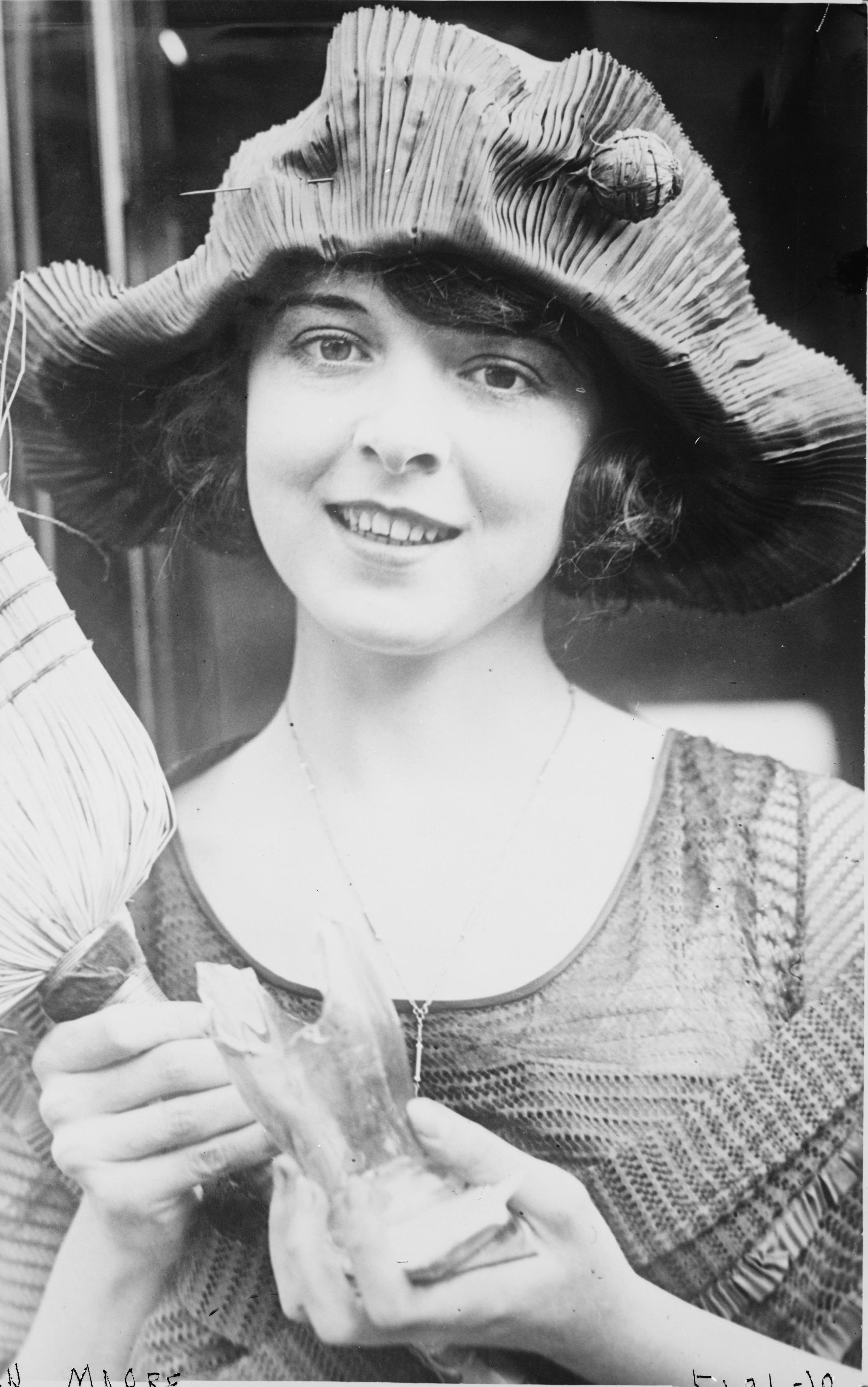
Colleen Moore

- 19 de agosto: Colleen Moore, actriz estadounidense (f. 1988).
- 23 de agosto:Constance Jeans, nadadora británica, subcampeona olímpica (f.1984)
- 24 de agosto: 
  - Jorge Luis Borges, escritor argentino (f. 1986).
  - Ferhat Abbas, político argelino (f. 1985).
- 25 de agosto: 
  - Irene Caba Alba, actriz española (f. 1957).
  - Rufino Tamayo, pintor mexicano (f. 1991).
- 28 de agosto: 
  - Mariya Yúdina, pianista rusa (f. 1970).
  - Pedro Maffia, bandoneonista, director, compositor y docente argentino (f. 1967).

### Septiembre
- 3 de septiembre :Errose Bustintza, escritora en euskera y etnógrafa (f. 1953)
- 9 de septiembre: 
  - Brassaï (Gyula Halász), fotógrafo francés (f. 1984).
  - Mariya Yúdina, pianista soviética (f. 1970).
- 11 de septiembre: Francisco Olazar entrenador del fútbol argentino (f. 193

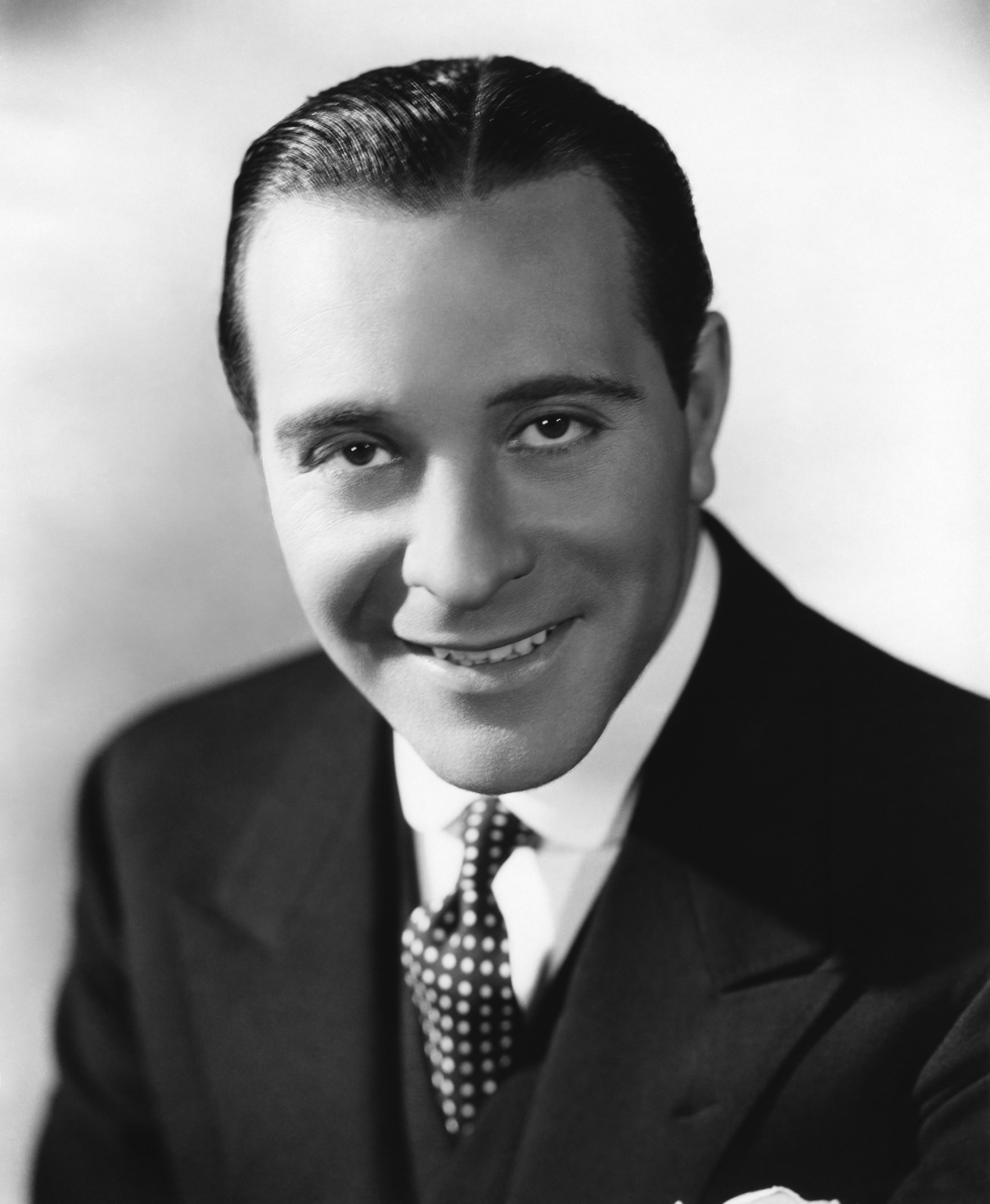
Ricardo Cortez

- 18 de septiembre: Ricardo Cortez (Jacob Krantz), actor y latin lover judío vienés de cine mudo (f. 1977).
- 20 de septiembre: Leo Strauss, filósofo estadounidense de origen alemán (f. 1973).
- 21 de septiembre: José Pedroni, poeta argentino (f. 1968).
- 23 de septiembre:Louise Nevelson, escritora y escultora estadounidense de origen ucraniano (f. 1988)
- 29 de septiembre: Ladislao José Biro, inventor y periodista húngaro-argentino (f. 1985).

### Octubre
- 16 de octubre: Donato G. Alarcón Martínez, médico mexicano, especialista en tuberculosis (f. 1991).
- 22 de octubre: Salvador Salazar Arrué, artista salvadoreño en el campo de la literatura y las artes plásticas (f. 1975).
- 24 de octubre: Cecilio Guzmán de Rojas, pintor indigenista boliviano (f. 1950).
- 28 de octubre : Ruth Becker, mujer superviviente del Titanic (f. 1990)

### Noviembre
- 10 de noviembre :Greta Knutson, pintora, crítica de arte, ensayista, traductora, poeta y escritora sueca (f. 1983)
- 12 de noviembre :
  - Victorina Durán, escenógrafa y diseñadora española (f.1993)
  - Eunice Rivers, enfermera afroestadounidense, coordinadora del experimento Tuskegee sobre sífilis (f. 1986).
- 17 de noviembre: Clotario Blest, dirigente sindical chileno (f. 1990).
- 24 de noviembre: María Luisa Ocampo, dramaturga mexicana (f. 1974).
- 26 de noviembre: 
  - Mona Bruns, actriz estadounidense que vivió 100 años como su marido también actor (f. 2000)
  - Miguel Román Garrido, militar español (f. 1960).
- 28 de noviembre :María Cegarra Salcedo, poetisa española y primera mujer Licenciada en Químicas (f. 1993)
- 29 de noviembre: Emma Morano, supercentenaria italiana. Última persona viva nacida en la centuria de 1800. (f. 2017).

### Diciembre
- 1 de diciembre: Andréi Platónov, escritor ruso (f. 1951).
- 2 de diciembre: John Barbirolli, director de orquesta y pianista británico (f. 1970).
- 11 de diciembre: Julio de Caro, músico argentino (f. 1980).

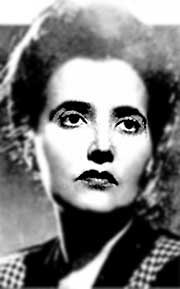
Claudia Lars

- 13 de diciembre: César Brañas, periodista, ensayista, crítico literario y poeta guatemalteco (f. 1976).
- 16 de diciembre: Noël Coward, actor, compositor y escritor británico (f. 1973).
- 19 de diciembre: Ann Bishop (bióloga) , bióloga británica (f. 1990).
- 20 de diciembre: Claudia Lars, poetisa salvadoreña (f. 1974)
- 25 de diciembre: Humphrey Bogart, actor estadounidense (f. 1957).
- 31 de diciembre: 
  - Silvestre Revueltas, compositor mexicano (f. 1940).
  - Luis Benito Ramos, fotógrafo colombiano  (f. 1955).

### Sin fecha conocida
María Cegarra Salcedo, poetisa española y primera licenciada en químicas (f. 1993).

## Fallecimientos

### Enero
- 25 de enero: Vizconde de Taunay, aristócrata, escritor, ingeniero militar y político brasileño (n. 1843).

### Febrero
- 2 de febrero: Halfdan Egedius, dibujante noruego (n. 1877).
- 16 de febrero: Félix Faure, político francés, presidente entre 1895 y 1899 (n. 1841).
- 17 de febrero: Jean-Baptiste Gustave Deloye, escultor francés (n. 1838).

### Marzo
- 9 de marzo: Enrique Villarroya y Llorens, político español, marqués (n. 1843).
- 20 de marzo: José Chinchilla, militar español, gobernador de Cuba en 1890 (n. 1839).

### Mayo
- 3 de mayo: José Zapater y Ugeda, abogado y escritor valenciano (n. 1826):
- 25 de mayo: Juan Ayala, militar argentino (n. 1828).
- 25 de mayo: Emilio Castelar, político español, presidente entre 1873 y 1874 (n. 1832).

### Junio
- 5 de junio: Antonio Luna, militar filipino (n. 1866).
- 16 de junio: Lucas García Cardona, maestro de obras español (n. 1847).

### Julio
- 21 de julio: Robert G. Ingersoll, político y militar estadounidense (n. 1833).

### Agosto
- 9 de agosto: Jorge Aleksándrovich Romanov, aristócrata ruso (n. 1871).
- 12 de agosto: Adolfo Ernst, botánico y zoólogo venezolano-alemán (n. 1832 ).

### Octubre
- 25 de octubre: Grant Allen, escritor canadiense (n. 1848).
- 30 de octubre: Arthur Blomfield, arquitecto británico (n. 1829).

### Noviembre
- 16 de noviembre: Vincas Kudirka, poeta lituano (n. 1858).
- 21 de noviembre: María del Carmen González Ramos, religiosa española (n. 1834).
- 21 de noviembre: Garret Hobart, político estadounidense, 24.º vicepresidente entre 1897 y 1899 (n. 1844).
- 28 de noviembre: Condesa de Castiglione, aristócrata italiana (n. 1837).

### Diciembre
- 4 de diciembre: Francisco Bauzá, político, escritor y profesor uruguayo (n. 1849).